# Brodhead (Wisconsin)
Brodhead – miasto w Stanach Zjednoczonych, w stanie Wisconsin, w hrabstwie Rock.